# Gai Livi Salinàtor (cònsol)
Gai Livi Salinàtor (llatí: Gaius Livius Salinator) va ser un magistrat romà del segle ii aC. Formava part de la gens Lívia.
Va ser pretor l'any 191 aC i tenia el comandament de la flota en la guerra contra Antíoc III el Gran. Va derrotar a Polixènides, almirall selèucida, a Coricos i a l'any següent va continuar la guerra activament fins que el va substituir Luci Emili Règil. Llavors el senat el va enviar a Lícia i després a la cort de Prúsies I rei de Bitínia. Va ser elegit cònsol el 188 aC junt amb Marc Valeri Messal·la i va rebre la Gàl·lia com a província.